# Il conte di Montecristo (miniserie televisiva 1998)
Il conte di Montecristo (Le Comte de Monte Cristo in francese; Der Graf von Montechristo in tedesco) è una miniserie televisiva del 1998 di produzione francese, italiana e tedesca, interpretata da Gérard Depardieu e Ornella Muti, con la regia di Josée Dayan e liberamente ispirato all'omonimo romanzo di Alexandre Dumas.

## Trama
Edmond Dantès, rinchiuso nel Castello d'If, conosce Faria tramite un tunnel scavato da quest'ultimo. Edmond gli racconta del complotto che lo ha fatto incarcerare ingiustamente e Faria si offre di aiutarlo a scappare dal castello. Quando il vecchio muore a causa di un attacco epilettico, Edmond riesce a fuggire e, una volta sull'isola di Montecristo, trova un tesoro indicatogli da Faria. Assieme a Bertuccio, cuoco di un vascello dove Edmond presta servizio, che prende come suo braccio destro, Edmond comincia a pianificare la propria vendetta, dopo aver saputo la condizione attuale dei suoi nemici da Caderousse. In Italia Edmond salva la vita di Albert de Morcerf, figlio della sua ex fidanzata Mercedes e di suo cugino Fernand, dalle mani del bandito Luigi Vampa. Edmond, tornando a Marsiglia, salva poi dalla bancarotta il suo ex armatore, il signor Morrel, per poi dirigersi a Parigi, dove è stato invitato da Albert ad una colazione in casa sua.
Edmond, a Parigi, alla colazione di Albert Morcerf, conosce Beauchamp, Debray, Château-Renaud e Maximilien Morrel, figlio dell'ex-armatore di Edmond. Il conte incontra dopo la colazione Fernando e Mercedes Morcerf (che sembra riconoscere Edmond), che lo ringraziano per aver salvato il loro figlio da Vampa, e Fernando fa "conoscere" Villefort a Montecristo. Bertuccio aiuta Edmond a trasformarsi meglio in un conte, procurandogli anche una fidanzata, la vedova Camille de la Richardais, che abita in una casa ad Auteuil dove prima abitavano i marchesi di Saint-Méran. Edmond si stabilisce lì, abbellisce la casa e incontra Caderousse, che gli rivela che Villefort ed Hermine Danglars hanno avuto un figlio illegittimo, di nome Toussaint, che è diventato un criminale: egli è infatti fuggito dal carcere con Caderousse. Villefort fa delle indagini sul conte di Montecristo, mentre sua figlia Valentine cerca di evitare il matrimonio con Franz d'Epinay, per sposare invece Maximilien. Camille decide su consiglio del conte di dare una festa ad Auteuil, invitando i Morcerf, i Villefort e i Danglars. Alla festa Edmond rivela agli ospiti che ad Auteuil due amanti ebbero un figlio illegittimo e lo seppellirono vivo per evitare uno scandalo. La signora Danglars ha un malore, mentre la signora di Villefort raccoglie dal giardino di Auteuil delle piante velenose. Il giorno dopo Villefort e la signora Danglars discutono sul da farsi per evitare uno scandalo.
Edmond scopre che in passato, a Giannina, Fernando tradì il pascià che lo aveva nominato generale, e l'unico testimone di ciò è la figlia del defunto pascià, schiava dei turchi, che Edmond decide di liberare. La marchesa di Saint-Méran arriva a Parigi per le nozze fra Valentine e Franz, ma muore il giorno dopo. Il dottor D'Avrigny sospetta un avvelenamento, mentre Noirtier, padre di Villefort, manda in aria il matrimonio fra la nipote e Franz, rivelando a quest'ultimo di essere l'assassino di suo padre. Intanto Danglars sta andando lentamente in rovina, perdendo molti milioni. A casa di Villefort gli avvelenamenti continuano: questa volta la vittima è Barrois, cameriere di Noirtier. Nel frattempo Caderousse, in compagnia di Toussaint, cerca di derubare il conte di Montecristo ma durante la fuga col bottino viene ucciso da Toussaint, che viene poi catturato da Bertuccio. Caderousse, in punto di morte, scopre la vera identità del conte e chiede il perdono di Dio. Intanto Heloïse Villefort, moglie del procuratore, continua la catena di delitti: tenta di avvelenare Valentine, salvata dall'intervento del conte che nel frattempo ha messo Bertuccio a disposizione dei Villefort. A Parigi arriva Haydée, figlia del defunto pascià di Giannina, mentre Beauchamp, sempre da Giannina, scopre la terribile verità e la pubblica sul giornale. Edmond fa processare Fernando che tenta di negare le accuse di tradimento ma quando Haydée entra in aula e dà prova di essere la principessa del pascià tradito da Fernando questi viene riconosciuto colpevole. Albert ritenendo responsabile Edmond di aver disonorato il padre non riuscendo ad accettare la verità sul padre che ammira sfida a un duello all'ultimo sangue Edmond e l'uomo seppur a malincuore accetta. Quella notte Mercedes giunge al palazzo di Edmond e lo supplica di non uccidere il figlio rivelandogli di aver ormai capito che lui è l'uomo che amava tanti anni fa. Edmond glielo conferma e gli rivela le colpe di Fernando, Dalglar e Villefort e che per colpa loro non hanno potuto stare insieme e vivere felici. La donna che non immaginava una cosa del genere rimane sconvolta e seppur riconosca che coloro che gli hanno rovinato la vita meritino di pagare e venire puniti lo scongiura di risparmiare Albert essendo innocente e totalmente inconsapevole della vera natura del padre. Edmond si convince e decide di non uccidere il ragazzo e lasciare che Albert lo uccida in duello. Il mattino seguente Albert giunto sul posto rivela di aver cambiato idea e che la madre per scongiurare la tragedia ed evitare che Edmond morisse ha rivelato a suo figlio la verità sul conte e le gravi colpe compiute dal padre in passato di conseguenza avendo finalmente capito quanto il padre fosse un uomo malvagio senza scrupoli si scusa con Edmond e torna a casa. Edmond torna al suo palazzo contento di essere vivo ma poco dopo giunge Fernando che furibondo vuole sfidare a duello il conte e ucciderlo ma Edmond avendone abbastanza chiude la faccenda per sempre rivelando a Fernando la sua vera identità lasciandolo sconvolto. Fernando scioccato e terrorizzato dalla rivelazione del conte fugge dal palazzo e non riuscendo a reggere tutto ciò si suicida sparandosi in testa. Mercedes poco dopo abbandona con Albert la casa di Fernando per andare a vivere a Marsiglia mentre Edmond chiude successivamente i conti con Villefort salvando Valentine da un altro tentativo di Heloïse di avvelenarla ma la addormenta con una pozione soporifera per farla credere morta e portarla successivamente via per tenerla al sicuro. Villefort scoperto che la moglie è responsabile degli avvelenamenti l'accusa dei delitti e le dà 2 opzioni: finire processata e condannata a morte sulla ghigliottina oppure uccidersi lei stessa con il suo veleno e morire in modo dignitoso e la donna sceglie di uccidersi. Poco dopo Edmond si rivela a Villefort e gli fa scoprire che suo figlio Toussaint che lui aveva sepolto in una scatola credendolo morto è vivo ma che purtroppo è diventato un assassino scioccandolo. Edmond poco dopo se ne va lasciando Villefort solo divorato dal dolore e dalla disperazione. Infine Edmond fa rapire Dalglar da Luigi Vampa e poco dopo Edmond dopo avergli fatto visita si rivela a lui e decide di perdonarlo lasciandolo libero. Completata la sua vendetta Edmond riunisce Maximilien con Valentine. Avendo chiuso tutti i conti col passato Edmond torna a Marsiglia e si riunisce con Mercedes e Albert che lo stavano aspettando. Edmond e Mercedes finalmente riuniti decidono di sposarsi e vivere finalmente felici come avevano sempre desiderato.

## Produzione

### Riprese
La serie è stata girata a Parigi e dintorni, a Marsiglia, a Malta e a Napoli. Le riprese, iniziate il 1º luglio 1997 sono terminate l'11 ottobre a Napoli. Tra le location vi sono il Castello di Malmaison, i castelli di Nandy, di Saussay e di Lesigny nella regione parigina, la Golden Bay, Mdina, il porto di Vittoriosa a Malta, il palazzo Reale, Piazza del Plebiscito, il Palazzo della Borsa e il Teatro San Carlo a Napoli, e l'Antro della Sibilla presso Pozzuoli (dove viene fatto prigioniero Danglars).

## Distribuzione
In Italia è stata trasmessa in prima visione su Canale 5 il 27 e 28 settembre e il 4 e 11 ottobre 1998, ottenendo 8 milioni di spettatori in media.

## Differenze col romanzo
Sebbene l'opera sia generalmente abbastanza fedele al romanzo di Dumas, gli sceneggiatori hanno apportato parecchie modifiche alla trama, che a volte sono assai profonde e riguardano passaggi decisivi del romanzo, deviando il ruolo di molti personaggi e gli avvenimenti cronologici, presenti invece nel testo originale. Alcuni personaggi hanno visto il loro ruolo ridimensionarsi o modificarsi notevolmente e molti avvenimenti sono stati cancellati con il fine di vedere la trama ridotta dei suoi avvenimenti principali:

### Prima puntata
- Nel libro l'incontro con l'Abate Faria è il risultato di un errore da parte di quest'ultimo, che stava scavando da anni un tunnel per evadere dalla prigione ed a causa di un errore di calcolo si è ritrovato nella cella di Edmond Dantès; nella miniserie invece Faria capita nella cella di Edmond di proposito, inoltre nel libro non giunge nella cella il giorno in cui i due cominciano a parlare da dietro il muro, ma il giorno dopo.
- Nel romanzo Dantès fugge dalla prigione dopo 14 anni, il 28 febbraio 1829, 7 anni dopo il primo incontro con Faria; nella serie Dantès fugge nel 1833 poco dopo il primo incontro con Faria. Per questo nella serie è completamente assente il lungo periodo di sette anni in cui Faria istruisce Dantès con le sue conoscenze in molti campi.
- Nel romanzo Edmond Dantès scopre chi ha scritto la lettera grazie all'aiuto dell'Abate Faria, nella serie lo deduce autonomamente.
- Rispetto al libro sono state omesse numerose vicende accadute nel Castello d'If, come l'incontro di Edmond con l'ispettore delle prigioni, Boville: nel libro, dopo diciassette mesi di reclusione, Boville promette al prigioniero di riesaminare il suo caso positivamente. Ciò non accadrà dato che invece confermerà, nel registro, la pena di Dantès. Quest'ultimo lo scoprirà successivamente, durante un secondo incontro con Boville, anche questo omesso nella serie: sotto le mentite spoglie di un funzionario ("primo commesso") della banca Thomson e French, Dantès chiederà a Boville il favore di esaminare, nei registri da lui tenuti, l'incartamento relativo all'abate; di nascosto, esaminerà anche l'incartamento relativo a Dantès stesso. Nella serie televisiva l'incontro con Boville avverrà solo molti anni dopo la fuga: Dantès si finge l'Abate Busoni, e racconta a Boville, che ormai non è più ispettore delle prigioni bensì un aiutante del magistrato Villefort con l'incarico di raccogliere informazioni sul Conte di Montecristo, piccoli segreti sul Conte. Inoltre ricorderà e ammonirà Boville sul suo spregevole comportamento ingannatorio verso i prigionieri durante le visite fatte nel castello d'If quando era ispettore, inscenando la propria teatrale scomparsa improvvisa così da terrorizzare l'ex ispettore ed indurlo a credere in una giustizia divina.
- La sceneggiatura della serie omette l'incontro tra il giovane Villefort e il Re Luigi XVIII. Nel libro è un capitolo importante, che racconta e spiega come il giovane Villefort abbia strumentalizzato a proprio favore la vicenda della lettera bonapartista portata da Dantès, proponendosi agli occhi del Re come un valido garante della monarchia ed entrando così nelle grazie di Sua Maestà. Nel libro, Villefort nasconde di aver riconosciuto il proprio padre, il signor Noirtier de Villefort, convinto bonapartista e detrattore della monarchia, nella descrizione che viene fatta di un uomo sospettato dell'assassinio del generale d'Epinay, realista infiltrato tra i bonapartisti di Parigi. Solo successivamente, verso la fine del romanzo, lo stesso Noirtier confesserà di aver ucciso in duello il generale d'Epinay: ciò avverrà al momento delle nozze tra Valentine, figlia di Villefort e nipote di Noirtier, e il Barone Franz d'Epinay - il quale, venuto a conoscenza del responsabile della morte del padre, rifiuterà le nozze.
- Assai importante è inoltre la scena omessa in cui Edmond Dantès, già Conte di Montecristo, incontra sulla propria isola il Barone Franz d'Epinay, personaggio fondamentale e sempre presente nel racconto di Dumas, ma invece marginale nella serie, e lo conduce nelle segrete dello splendido palazzo nascosto nell'isola, facendogli provare prelibatezze orientali, che il Conte di Montecristo ha appreso nel suo lungo viaggio in Oriente, sconosciute a lui e all'Occidente. Un incontro che ritorna al momento della splendida descrizione di Roma durante il suo Carnevale, anch'esso omesso nella serie, in cui il Conte di Montecristo conosce, insieme al barone d'Epinay, Albert de Morcerf, figlio di Mercedes e Fernand.
- La serie cambia notevolmente il contesto in cui il conte Albert de Morcerf viene rapito dal brigante Luigi Vampa. Nel libro, è il capitolo in cui Albert cerca, durante il Carnevale di Roma, di attirare le attenzioni di una misteriosa ragazza. Questa si rivela essere in realtà un giovane brigante della banda di Vampa che, travestito da ragazza, inganna ricchi gentiluomini allo scopo di farli rapire dai compagni ed estorcere un riscatto. Nel libro, quando Montecristo va a liberare Albert dalla prigionia, Albert è prigioniero nelle Catacombe di San Sebastiano, mentre nella serie Albert non è specificato il luogo di prigionia; inoltre, quando Montecristo si presenta per liberare Albert,  Luigi Vampa legge i Commentari  di Giulio Cesare, cosa che non fa nella serie. Altro episodio inventato per la serie è quello di Montecristo che scambia la vita del giovane Albert contro la vita di un brigante condannato a morte, che farà graziare dal giudice corrompendo quest'ultimo. Nel libro l'episodio della condanna a morte è presente ma, i condannati sono due e l'episodio è precedente al rapimento di Albert e quest'ultimo. Inoltre il conte assistono alla condanna dal balcone dell'albergo e il giovane sviene una volta che ha assistito all'esecuzione dell'altro condannato. Per di più nella serie non è specificato in quale località dell'Italia avvengono questi episodi. Falsata è l'età di Luigi Vampa, che nel romanzo ha 22 anni, invece nella miniserie è una persona di età matura.
- Nel libro Morrel viene salvato dalla bancarotta poco dopo la ricchezza acquistata da conte e diversi anni prima dell'incontro fra Edmond e Albert a Roma,  mentre nella serie televisiva ciò avviene dopo che Edmond salva Albert da Vampa. Altra differenza significativa con il libro, è che nella serie televisiva Morrel viene fatto morire per l'emozione subito dopo la felicità per il salvataggio dalla bancarotta, e inoltre tutto il contesto è diverso, compresa la data in cui avviene ciò.
- Nel libro l'episodio, cui si accenna sopra, che vede Edmond corrompere il giudice Simonetti per ottenere la grazia di Peppino e la salvezza di Albert, non viene descritto: è infatti attraverso altri passaggi che si apprende o si capisce come Vampa sia in debito con Montecristo.
- Nel libro Edmond e Vampa si conoscono prima del rapimento di Albert, mentre nella serie televisiva si conoscono proprio in quest'occasione.
- Nel libro, è Edmond a invitare Albert e Franz ad assistere all'impiccagione di Peppino (impedita poi dallo stesso Edmond), in un balcone prenotato dal conte, mentre nella serie televisiva è Albert a proporre ciò al conte, e in più Edmond rifiuta, impedendo ad Albert di assistere al macabro spettacolo.
- Il ruolo di Bertuccio (Sergio Rubini) risulta dominante nella serie televisiva e sempre presente al fianco del conte, svolgendo un ruolo quasi da consigliere e ammonendo Dantès quando reputa non giusti i suoi propositi. È lui, inoltre, a fargli da insegnante di buone maniere. Nel romanzo è un personaggio molto diverso: sicuramente importante e decisivo ma non sempre presente e soprattutto non così in alto nella fiducia di Dantès/Montecristo. Infatti, non risulta come il primo servitore del conte. Inoltre nel libro Bertuccio è Corso e incontra il conte in circostanze completamente diverse.
- Nel libro è spesso citato il servitore muto Alì, protagonista di capitoli anche importanti, assente nella serie televisiva.

### Seconda puntata
- Altro passo importante completamente stravolto nella serie è il momento del racconto che il Conte di Montecristo fa davanti ai suoi convitati nella villa di Auteuil, riguardo alla presunta nascita di un bambino che essendo nato morto, viene seppellito nel giardino di tale casa. Nella serie tale rivelazione viene fatta da Caderousse nel momento in cui viene sorpreso dal Conte a spiare la casa di Auteuil, forse per rubare, e viene convinto dal Conte a raccontare il segreto nascosto nella casa di Auteuil all'abate Busoni: il bambino non era morto bensì vivo ed ora desideroso di presentarsi al vero padre Villefort (nel libro il bambino ignora le proprie origini) e alla vera madre - moglie di un altro nemico di Dantès, il barone Danglars. Nel romanzo, la rivelazione avviene da parte di Bertuccio: assistendo alla scena in cui Villefort seppellisce il corpo del bambino, presunto morto, Bertuccio di nascosto entra nella proprietà, disseppellisce la cassetta contenente il corpo del neonato, che invece risulta vivo. Il bambino verrà chiamato Benedetto, non Toussant come nella serie, e allevato dalla famiglia di Bertuccio come un figlio. La descrizione del romanzo è coerente perché è proprio a causa della conoscenza di questi fatti che il Conte compra la casa di Auteil per stabilirvi la propria residenza. Tale scelta appare, nella serie, una improbabile coincidenza, ed inoltre non è credibile che Caderousse fosse a conoscenza della storia di Auteil (avvenuta in segreto).
- Nel libro Villefort si reca in visita nella casa di Montecristo per ringraziarlo di avergli salvato la moglie Héloise ed il figlio Edouard (che nella serie televisiva non esiste). Nella serie televisiva invece i due si incontrano grazie a Fernando.
- Nel libro Maximilien e Valentine si vedono attraverso la staccionata che divide un orto (affittato dal giovane) dal giardino della casa di Villefort; nella serie televisiva, invece, in luoghi pubblici come per esempio teatri.
- La giovane Contessa Camille de la Richardais che nella serie interpreta la "compagna" del Conte, nel libro non esiste.
- Nel libro Bertuccio racconta al conte sia la scoperta di Benedetto che quello che accadde alla locanda di Caderousse dopo la consegna del diamante, mentre nella serie televisiva Bertuccio non fa nessun racconto.
- Nel libro la residenza di Auteuil è del conte, nella serie televisiva appartiene a Camille.
- Nel libro Edmond va al teatro con Haydeè, nella serie televisiva con Camille.
- Nel libro, al ricevimento che Montecristo dà ad Auteuil ci sono i Cavalcanti (la cui vicenda è totalmente assente nella serie), Château-Renaud, Debray e Morrel mentre non partecipano i Morcef. Nella serie televisiva invece accade l'inverso.
- Nel libro il pranzo servito ad Auteuil consisteva in molti piatti provenienti da paesi stranieri (come il pesce russo Sterlet e il pesce italiano lampreda), mentre nella serie televisiva ci sono solo gli stessi piatti della festa di fidanzamento avvenuta anni prima tra Edmond e Mercedes.
- Nel libro il figlio illegittimo di Villefort e della signora Danglars si chiama Benedetto ed è nato la notte fra il 27 e il 28 settembre, mentre nella serie televisiva si chiama Toussant perché nato il 1º novembre, giorno d'Ognissanti.
- Nel libro i Danglars hanno una figlia di nome Eugénie; la giovane è costretta dal padre ad accettare la proposta di matrimonio del (presunto) giovane Cavalcanti, in realtà Benedetto così istruito dal conte; il banchiere, prossimo alla rovina economica provocata deliberatamente dalle azioni del Conte di Montecristo, vuole infatti salvarsi diventando suocero di Andrea (che in realtà è Benedetto sotto le spoglie del cavaliere Cavalcanti). Nella serie televisiva i Danglars non hanno figli.

### Terza puntata
- Nel libro Haydée è la pupilla di Edmond ancor prima del primo incontro con Franz d'Epinay, nella serie televisiva lo diviene dopo il tentato avvelenamento di Valentine
- Nel libro Edmond conosce il tradimento di Fernando verso il pascià di Giannina grazie ad Haydée, nella serie televisiva invece grazie a un ex-dipendente del defunto armatore Morrel.
- Nel libro Benedetto non sta a fianco di Caderousse perché ormai nell'alta società parigina, mentre nella serie televisiva Toussaint e Caderousse sono sempre fianco a fianco perché il ragazzo non assume l'identità di Andrea Cavalcanti.
- Nel libro Benedetto viene arrestato per l'omicidio di Caderousse ad Auteil durante la cerimonia del matrimonio con Eugénie, mentre nella serie televisiva ciò avviene subito dopo che Toussaint aveva ucciso Caderousse.
- Nel libro Mercedes, per conoscere meglio il conte, lo invita ad una festa da lei organizzata e, prendendolo in disparte, stringe con lui amicizia; nella serie televisiva accade solo qualcosa di simile durante la "festa campagnola" che Camille dà nel giardino di Auteuil.
- Nel libro Bertuccio entra in servizio dei Villefort solo quando Gérard impazzisce, nella serie televisiva dopo l'avvelenamento di Barrois.
- Nel libro è Edmond a sorvegliare personalmente Valentine, nella serie televisiva il compito è di Bertuccio, ed è il motivo per l'anticipazione dell'entrata a servizio.

### Quarta puntata
- Nel libro Danglars fugge da Parigi verso Roma a seguito della bancarotta prodotta dalla serie di perdite finanziarie provocate dalle azioni del conte. Nella serie viene aggiunta come causa scatenante la richiesta di credito di sei milioni di franchi da parte del conte.
- Nella serie il crimine di Fernando a Giani a viene
- Nella serie Dantès rivela la sua identità a Villefort dopo il suicidio della moglie e prima della sua follia; nel libro Villefort impazzisce dopo aver trovato morto la figlia e il figlio, e solo dopo il conte confessa la sua identità ad un Villefort folle chiedendo il suo perdono. Questo è un episodio molto importante perché è il momento in cui Dantès comprende la disumanità della vendetta e si apre al perdono, così da decidere di fare liberare Danglars a Roma.
- Il finale raccontato dalla serie non rispecchia la conclusione descritta da Dumas; Edmond Dantès resta con Mercedes nella vecchia Marsiglia. Nel libro Mercedes rimarrà sola a Marsiglia, la città della sua giovinezza mentre Dantès parte con la principessa Haydée dopo aver fatto ricongiungere a Montecristo Valentine e Maximilien ed aver lasciato loro le sue ricchezze.